# Meet Market
Meet Market (en español: Satisfacción en el supermercado) es una película estadounidense de comedia estrenada en 2008, dirigida por Charlie Loventhal y protagonizada por Alan Tudyk, Krista Allen, Elizabeth Berkley, Laurie Holden y Julian McMahon.
Aunque filmada en 2004, la película se estrenó en DVD el 13 de febrero en 2008 en Estados Unidos. 

## Sinopsis
La historia sigue de cerca a unos solteros en Los Ángeles, California, que intentan encontrar el amor en los pasillos de un supermercado.

## Estreno internacional
- Australia: 17 de febrero de 2008
- Estados Unidos: 13 de febrero de 2008
- España: 17 de febrero de 2008
- Reino Unido: 17 de marzo de 2008